# Linden (Carolina del Nord)
Linden és una població dels Estats Units a l'estat de Carolina del Nord. Segons el cens del 2000 tenia 127 habitants.

## Demografia
Segons el cens del 2000, Linden tenia 127 habitants, 51 habitatges i 39 famílies. La densitat de població era de 102,2 habitants per km².
Dels 51 habitatges en un 21,6% hi vivien nens de menys de 18 anys, en un 54,9% hi vivien parelles casades, en un 11,8% dones solteres, i en un 21,6% no eren unitats familiars. En el 17,6% dels habitatges hi vivien persones soles el 9,8% de les quals corresponia a persones de 65 anys o més que vivien soles. El nombre mitjà de persones vivint en cada habitatge era de 2,49 i el nombre mitjà de persones que vivien en cada família era de 2,8.
Per edats la població es repartia de la següent manera: un 20,5% tenia menys de 18 anys, un 9,4% entre 18 i 24, un 21,3% entre 25 i 44, un 30,7% de 45 a 60 i un 18,1% 65 anys o més.
L'edat mediana era de 44 anys. Per cada 100 dones de 18 o més anys hi havia 102 homes.
La renda mediana per habitatge era de 41.250 $ i la renda mediana per família de 48.750 $. Els homes tenien una renda mediana de 30.625 $ mentre que les dones 25.781 $. La renda per capita de la població era de 17.617 $. Entorn del 7,9% de les famílies i el 7,9% de la població estaven per davall del llindar de pobresa.

## Poblacions més properes
El següent diagrama mostra les poblacions més properes.